# Luis Moya Idígoras
Luis Moya Idígoras (fl. 1900s) fue un ingeniero de caminos español.
Padre de los arquitectos Luis Moya Blanco y Ramiro Moya Blanco ambos dedicados a la construcción y con marcado sentido historicista. Hermano de Juan Moya Idígoras, arquitecto. Conocido por haber sido el diseñador del depósito elevado de Chamberí para el Canal de Isabel II en Madrid. En colaboración con Ramón de Aguinaga y Diego Martín Montalvo. Realizó obras de ingeniería en el protectorado español de Marruecos a comienzos de siglo XX.

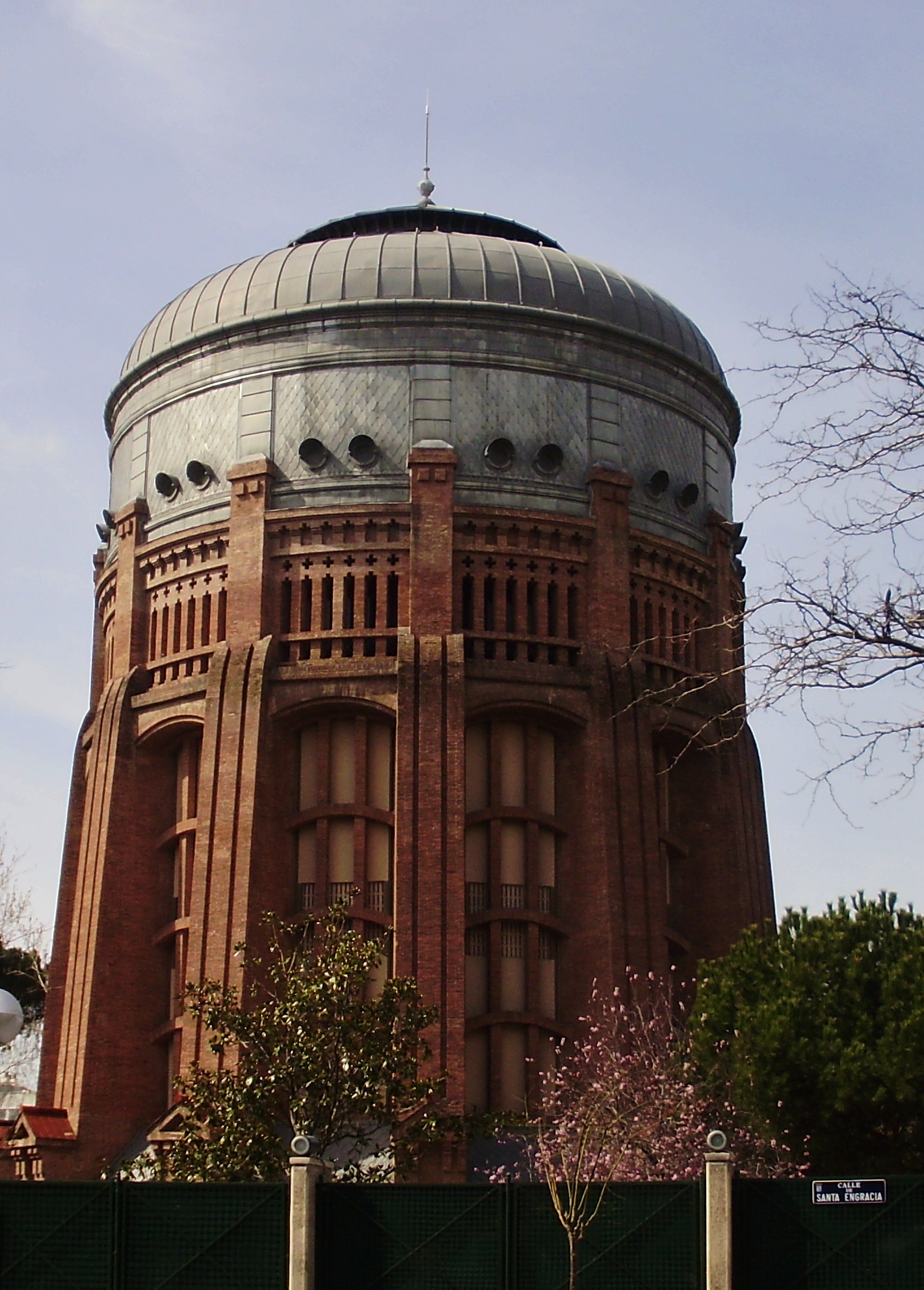
Depósito de agua perteneciente al Canal de Isabel II, diseño de Luís Moya Idígoras.